# Solenopsis banyulensis
Solenopsis banyulensis es una especie de hormiga del género Solenopsis, subfamilia Myrmicinae.